# Miastor
Miastor is een muggengeslacht uit de familie van de galmuggen (Cecidomyiidae).

## Soorten
- M. castaneae Wyatt, 1967
- M. metraloas Meinert, 1864